# 新疆栅蛛
新疆栅蛛（学名：Hahnia xinjiangensis）为栅蛛科栅蛛属的动物。在中国大陆，分布于新疆等地，多生活于草丛、田圃，可以在田圃、草地地表的小凹处以及或山坡的石块之间布小棚网捕食。该物种的模式产地在新疆。